# Actinina alfa

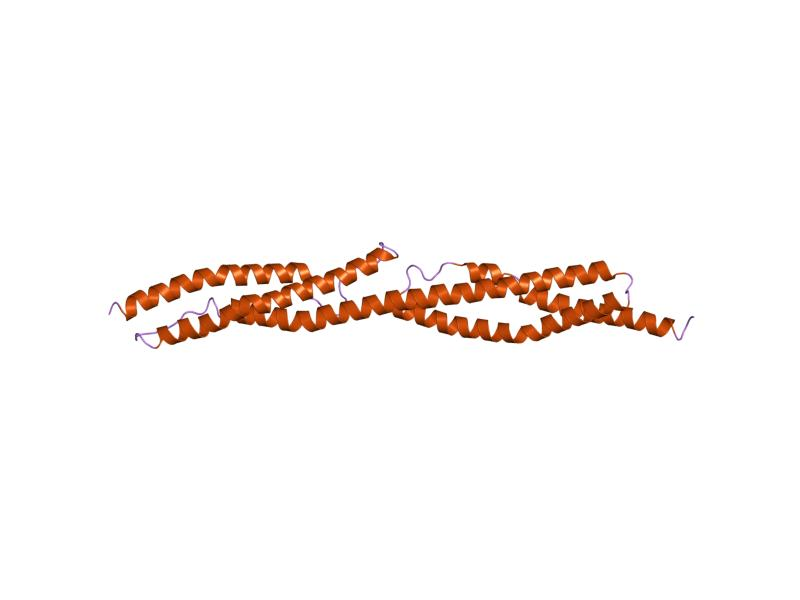
Estructura de la actinina alfa.

La alfa actinina o actinina α es una proteína de unión a actina especialmente abundante en los sarcómeros del músculo esquelético. En las células eucariotas, la alfa actinina se asocia a la actina-tropomiosina en fases tempranas de la diferenciación, participando en el establecimiento de la red de microfilamentos. Además, la alfa actinina interviene junto con las cateninas y las cadherinas en la comunicación entre el exterior celular (esto es, con las estructuras de adhesión celular y el citoesqueleto.